# David Llorente
David Llorente Vaquero (ur. 16 grudnia 1996 r.) – hiszpański kajakarz górski, mistrz świata.
W 2019 roku na mistrzostwach świata w La Seu d’Urgell zdobył złoty medal w zawodach drużynowych oraz srebrny – w jedynce. W 2021 roku zadebiutował na igrzyskach olimpijskich, zajmując 10. miejsce w finale slalomu K-1.